# I'm Not Cool (canção)
"I'm Not Cool" é uma música gravada pela cantora e compositora sul-coreana HyunA, lançada em 28 de janeiro de 2021, pela P Nation, simultaneamente com o videoclipe acompanhado e seu sétimo EP com o mesmo nome.

## Composição
A música foi escrita por Psy, Hyuna e Dawn. A música é composta em mi bemol menor e tem 116 batidas por minuto e um tempo de execução de 2 minutos e 54 segundos.

## Promoção
Em 28 de janeiro, Hyuna realizou seu primeiro comeback stage com a música no M Countdown da Mnet. No dia seguinte, Hyuna cantou a música no Music Bank da KBS e no You Hee-yeol's Sketchbook. Em 30 de janeiro, Hyuna cantou a música no Show! Music Core da MBC. Em 31 de janeiro, Hyuna cantou a música no Inkigayo da SBS.

## Desempenho gráfico
"I'm Not Cool" estreou no número #73 no Gaon Digital Chart sul-coreano e na semana seguinte a canção atingiu o número #9, tornando-se o primeiro Top 10 de Hyuna desde sua canção How's This? de 2016, que atingiu o número #5. Nos Estados Unidos, a canção estreou no número #19 na Billboard World Digital Song Sales e na semana seguinte a canção alcançou o número #8.

## Vídeo de música
Em 26 de janeiro, um primeiro teaser para o videoclipe de "I'm Not Cool" foi lançado. No dia seguinte, o segundo teaser foi lançado. Em 28 de janeiro, o videoclipe oficial foi lançado.

## Créditos e pessoal
Créditos adaptados de Melon.
- Hyuna - vocal, composição, letra, refrão
- Psy - composição, letra
- Dawn - composição, letra
- Yoo Geon-hyeong - produtor
- Space One - produtor
- Slyme Young - produtora

## Gráficos
| Gráfico (2021)                     | Melhor Posição |
| ---------------------------------- | -------------- |
| Billboard Global Excl. U.S.        | 165            |
| New Zealand Hot Singles (RMNZ)     | 25             |
| South Korea (Gaon)                 | 9              |
| South Korea (Kpop Hot 100)         | 11             |
| US World Digital Songs (Billboard) | 8              |

## Histórico de lançamento
| Região | Data                  | Formato                    | Rótulo   |
| ------ | --------------------- | -------------------------- | -------- |
| Vários | 28 de janeiro de 2021 | Digital download streaming | P Nation |